# Pseudocroniades
Pseudocroniades là một chi bướm ngày thuộc họ Bướm nâu.